# Horodîșce (Baiiv), Luțk
Horodîșce (în ucraineană Городище) este un sat în comuna Baiiv din raionul Luțk, regiunea Volînia, Ucraina.

## Demografie
Componența lingvistică a localității Horodîșce
     Ucraineană (99,05%)
     Alte limbi (0,95%)
Conform recensământului din 2001, majoritatea populației localității Horodîșce era vorbitoare de ucraineană (99,05%), existând în minoritate și vorbitori de alte limbi.